# Lisandro Ezequiel López
Lisandro Ezequiel López (Villa Constitución, 1 september 1989) is een Argentijns voetballer die doorgaans als centrale verdediger speelt. Hij verruilde Arsenal de Sarandí in juli 2013 voor Benfica. López debuteerde in 2011 in het Argentijns voetbalelftal.

## Clubcarrière
Lopez maakte op 22 augustus 2009 zijn officiële debuut bij Chacarita Juniors, in een wedstrijd die verloren ging tegen Tigre. In de rest van dat seizoen speelde hij 24 wedstrijden. In juli 2010, verkaste hij als transfervrije speler naar Arsenal de Sarandí. Lopez tekende op 10 juli 2013 een vijfjarig contract bij Benfica. Dat verhuurde hem direct aan Getafe CF.
1 Leali ·
2 Thorsby ·
3 Martín ·
4 De Winter ·
8 Bohihen ·
9 Vitinha ·
10 Messias ·
11 Pereiro ·
13 Bani ·
14 Vogliacco ·
15 Norton-Cuffy ·
17 Malynovskyj ·
18 Ekuban ·
19 Pinamonti ·
20 Sabelli ·
21 Ekhator ·
22 Vásquez ·
22 Miretti ·
27 Marcandalli ·
30 Ankeye ·
32 Frendrup ·
33 Matturro ·
39 Sommariva ·
45 Balotelli ·
47 Badelj  ·
53 Kasa ·
55 Accornero ·
59 Zanoli ·
69 Ahanor ·
72 Melegoni ·
73 Masini ·
95 Gollini ·
99 Stolz ·
Coach: Vieira